# Kamenica (Sabinov)
Kamenica  es un municipio del distrito de Sabinov en la región de Prešov, Eslovaquia, con una población estimada a final del año 2024 de 1791 habitantes.
Se encuentra ubicado en el centro-oeste de la región, en el valle del río Torysa (cuenca hidrográfica del río Tisza).

## Demografía
| Año        | 1994 | 2004    | 2014    | 2024    |
| ---------- | ---- | ------- | ------- | ------- |
| Población  | 1815 | 1868    | 1817    | 1791    |
| Diferencia |      | +2,92 % | −2,73 % | −1,43 % |

| Año        | 2023 | 2024   |
| ---------- | ---- | ------ |
| Población  | 1800 | 1791   |
| Diferencia |      | −0,5 % |